# Łona
Łona (Aussprache etwa: Uona; * 21. Mai 1982 in Stettin, Polen; bürgerlich Adam Bogumił Zieliński) ist ein polnischer Rapper.

## Hintergrund
Er zeichnet sich durch ironische und meist positive Texte aus. Im Verlauf seiner Karriere wurden die Texte zunehmend politischer und gesellschaftskritischer. Ein wiederkehrendes Thema ist die ironisch formulierte Kritik an der polnischen politischen Rechten.
Łona arbeitet seit seinem Solo-Debüt mit dem Produzenten Webber (bürgerlich: Andrzej Mikosz) zusammen. Seit dem Album Absurd i nonsens (2007) treten sie als Duo unter dem Namen Łona i Webber auf. 2011 gründeten sie das Musiklabel Dobrzewiesz Nagrania.
In seinem bürgerlichen Leben ist Łona Absolvent der Universität Stettin und arbeitet in einer Anwaltskanzlei. Sein Arbeitsschwerpunkt liegt im Bereich des Urheberrechts.

## Diskografie
- Koniec żartów (dt. Schluss mit Lustig) (Asfalt Records, 2001)
- Nic dziwnego (dt. Kein Wunder) (Asfalt Records, 2004)
- Absurd i nonsens (dt. Absurdität und Unsinn) (Asfalt Records, 2007)
- Insert EP (Asfalt Records, 2008)
- Cztery i pół (dt. Viereinhalb) (Dobrzewiesz, 2011)
- Łona, Webber & The Pimps w S-1 (Live-Album und DVD; Dobrzewiesz, 2013)
- Wyślij sobie pocztówkę (dt. Schick dir eine Postkarte) (Single in Form einer „Tonpostkarte“; Dobrzewiesz, 2014)
- Nawiasem mówiąc (dt. Nebenbei gesagt) (Dobrzewiesz, 2016)
- Śpiewnik domowy (dt. Hausgesangsbuch) (EP; Dobrzewiesz, 2020)
- Taxi (mit Andrzej Konieczny, Kacper Krupa; Def Jam Polska, 2023)